# Panticosa
Panticosa è un comune spagnolo di 705 abitanti situato nella comunità autonoma dell'Aragona.